# Gare de Moudrona
La gare de Moudrona (en ukrainien : Мудрьона) est une gare ferroviaire ukrainienne située sur le territoire de l'oblast de Dnipropetrovsk.

## Histoire
Gare ouverte en 1893.